# Breathless (album)
Breathless este cel de-al treilea album de studio al interpretului britanic Shayne Ward.

## Informații generale și compunere
În urma succesului întâmpinat de Ward cu primul său album de studio, care s-a comercializat în peste 550.000 de exemplare în Regatul Unit, acesta a început să lucreze la un nou material discografic. Pentru a concepe noul disc, interpretul a avut nevoie de o perioadă de aproape un an și jumătate, acesta fiind un interval mai lung decât cel avut la dispoziție pentru primul album promovat. În scopul imprimării unui număr semnificativ de compoziții pentru noul proiect, au fost cooptați o serie de producători, printre care Arnthor Birgisson, Cutfather, Jonas Jeberg, Ryan Tedder sau Rami Yacoub, primul și ultimul contribuind cu cel mai mare număr de cântece pentru material, zece dintre cele treisprezece piese incluse pe disc fiind realizate de aceștia. Albumul, intitulat Breathless, asemeni unuia dintre cântecele incluse, a fost descris de solist drept „funky, sexy și un pas într-o direcție diferită” pentru el. Spre deosebire de predecesorul său, discul prezintă un număr mai scăzut de balade, concentrându-se asupra unor compoziții mai ritmate. O parte dintre cântecele ce au fost adăugate pe lista finală au fost prezentate presei din Regatul Unit în luna iulie a anului 2010, totodată fiind anunțat și primul single — „If That's OK with You”. Ulterior, planurile au fost schimbate, iar alături de înregistrarea antemenționată a fost promovată și piesa „No U Hang Up”, ambele constituind un single dublu. De asemenea, materialul a fost influențat de muzica unor artiști precum Justin Timberlake, Ne-Yo sau Prince.

## Recenzii
Lauren Murphy de la Entertainment Ireland a oferit albumului un punct dintr-un total de cinci, fiind de părere că „în afară de câteva piese tolerabile, Breathless este la fel de neinspirat precum predecesorul său”, o serie de înregistrări fiind considerate doar „o selecție de cântece care sunt echivalentul zgomotului alb”. De asemenea, Murphy a criticat și echipa de textieri, în special pentru versurile de pe compoziția de titlu. Sharon Mawer de la Allmusic a recompensat materialul cu trei stele din cinci posibile, susținând că „fanii lui Shayne Ward care i-au cumpărat albumul și chiar observatorii de rând ce au votat pentru el la The X Factor vor fi surprinși de schimbarea completă [...] care se pare că nu a ajutat prea mult”, în timp ce Steve Jelbert de la The Times a apreciat echipa de producție suedeză Maratone care s-a ocupat de o serie de piese incluse pe album, mai puțin compoziția „No U Hang Up”, pe care o descrie drept „îngrozitor de slabă”.

## Conținut
Albumul debutează cu unul dintre primele compoziții ce compun principalul disc single al materialului, „No U Hang Up”, ce constituie un hibrid între muzica pop și rhythm and blues, prezentând totodată ritmuri de chitară și de pian. Producția și ritmul melodiei au fost ocmparate cu o serie de înregistrări semnate Backstreet Boys și Another Level și promovate în anii '90, fiind catalogate drept „un clișeu”. Cântecul ce dă titlul materialului, „Breathless” — produs de Rami Yacoub și Arnthor Birgisson — pe care Ward l-a descris drept „probabil, cea mai bună baladă pe care am auzit-o”. În acest sens, elementele specifice muzicii  rhythm and blues i-au adus comparații cu înregistrări celebre precum „Burn” (Usher) și „So Sick” (Ne-Yo). „If That's OK with You” a fost catalogat drept „o departajare” de sound-ul albumului precendent, Shayne Ward , care se compunea preponderent din balade, fiind totodată apreciat ca „molipsitor” și asemănat cu stilul muzical al lui Akon. La realizarea compoziției au fost prezenți Birgisson, Savan Kotecha și Max Martin, cel din urmă colaborând cu artiști precum Avril Lavigne, Kelly Clarkson sau P!nk. Al patrulea cântec inclus pe album — „Damaged” — a fost asemănat cu înregistrările abordate de artistul australian Peter Andre, încorporând o serie de elemente specifice muzicii pop și reggae și mai puține aspecte rhythm and blues față de predecesorii săi. Discul se continuă cu „Stand by Your Side” compus de Jonas Jeberg și Cutfather și a fost asemănată cu înregistrarea lui George Michael din anii '80, „Father Figure”, fiind descrisă drept o „încercare fadă” de a realiza o compoziție similară celei antemenționate. Produsă în Atlanta, Statele Unite ale Americii cu ajutorul echipei de producție Maratone, balada „Until You” a fost felicitată pentru ritmul de pian și instrumente cu coarde folosit, în timp ce interpretarea solistului a fost aclamată grație ambitusului „impresionant” al lui Ward.
A șaptea compoziție de pe album, „Some Tears Never Dry”, a fost asemănată cu stilul abordat de Justin Timberlake pe albumul său din anul 2002 Justified. Din nou vocea solistului a fost evidențiată de critica de specialitate, care a fost de părere că „îl fac pe ascultător să înțeleagă personajul principal al cântecului”. Realizată tot de echipa de producție Maratone, balada „Melt the Snow” a fost descrisă ca având „un sound contemporan”, alături de șlagărul „No U Hang Up”, fiind totodată comparată cu înregistrările promovate de Akon în aceeași perioadă. Al nouălea cântec inclus pe material, „Tangled Up”, a fost scris de Evan Rogers și Carl Sturken și asemănat cu piesele lansate anterior de formația Wham! și, respectiv, de solistul său George Michael. Înregistrarea folosește o serie de elemente specifice muzicii anilor '80, mai cu seamă, sunete de tobă electronică. Albumul se continuă cu o preluare după înregistrarea „Just Be Good to Me”, aparținând formației americane The SOS Band,  fiind produs de Brian Rawling și Paul Meehan. „U Got Me So”, ultimul extras pe single al albumului distribuit în anumite teritorii, a fost și el comparat cu stilul lui Timberlake, asemeni lui „Some Tears Bever Dry”. Penultima înregistrare prezentă pe disc, „You Make Me Wish” a fost compusă de aceiași Rami și Arnthor, în timp ce compoziția de încheiere — „Tell Him” — a fost realizată în colaborare cu Justin Trugman și Ryan Tedder.

## Discuri single
- Inițial, primul extras pe single al albumului a fost anunțat sub forma compoziției „If That's OK with You” pe data de 22 iunie 2007 de către casa de discuri RCA Label Group. Ulterior, s-a revenit asupra deciziei și principalul single al materialului a fost unul dubli, „No U Hang Up”/„If That's OK with You”. Lansat în comun doar în Regatul Unit, acesta a debutat pe locul secund în UK Singles Chart, grație celor aproximativ 33.000 de exemplare vândute în prima săptămână de disponibilitate, fiind devansat însă de șlagărul Sugababes „About You Now”. Estimările totale cu privire la comercializarea produsului pe acest teritoriu se situează la 150.000 de unități.
- „If That's OK with You” a fost promovat separat în anumite regiuni, activând într-o serie de ierarhii adiacente. Astfel, înregistrarea a devenit cel de-al treilea single al lui Ward ce obține locul întâi în Irlanda, după „That's My Goal” și „No Promises” și cel mai bine clasat cântec al artistului în Cehia, unde s-a poziționat pe treapta cu numărul patru, staționând în top 10 timp de șase săptămâni.
- Asemeni celuilalt, „No U Hang Up” a activat separat într-o serie de teritorii. Spre deosebire de „If That's OK with You”, acesta a ocupat doar locul unsprezece în Irlanda, devenind cel mai slab clasat single al solistului, în timp ce în Danemarca s-a bucurat de succes major, câștigând poziția cu numărul patru. Este totodată cel mai bine clasat single al albumului în Suedia.
- Al doilea extras pe single, compoziția omonimă titlului, a fost interpretată în premieră timpul emisiunii The X Factor și a fost lansată cu o săptămână înaintea materialului de proveniență. Piesa s-a bucurat de succes în Irlanda și Regatul Unit, debutând pe locul secund și, respectiv, treapta cu numărul șase, în timp ce în Taiwan a câștigat prima poziție.
- „U Got Me So” a fost lansat în afara Regatului Unit ca ultimul extras pe single al albumului, descărcări digitale fiind puse la dispoziție în țări precum Belgia, Irlanda sau Olanda, însă nu a înregistrat clasări în ierarhiile de specialitate. Alături de versiunea originală a cântecului a fost distribuit și un remix al șlagărului „If That's OK with You”.[20][21]

## Lista pieselor
| Nr. | Titlu                   | Autor(i)                                             | Producător(i)               | Lungime |  |
| 1.  | „No U Hang Up”          | Rami Yacoub, Arnthor Birgisson, Savan Kotecha        | Rami, Arnthor               | 4:22    |  |
| 2.  | „Breathless”            | Yacoub, Birgisson, Kotecha                           | Rami, Arnthor               | 3:47    |  |
| 3.  | „If That's OK with You” | Birgisson, Kotecha, Max Martin                       | Arnthor                     | 3:36    |  |
| 4.  | „Damaged”               | Yacoub, Birgisson, Kotecha                           | Rami, Arnthor               | 4:03    |  |
| 5.  | „Stand by Your Side”    | Remee, John Reid, Joe Belmaati, Mich Hansen          | Jonas Jeberg, Cutfather     | 3:39    |  |
| 6.  | „Until You”             | Yacoub, Birgisson, Kotecha                           | Rami, Arnthor               | 4:08    |  |
| 7.  | „Some Tears Never Dry”  | Yacoub, Birgisson, Kotecha                           | Rami, Arnthor               | 3:49    |  |
| 8.  | „Melt the Snow”         | Yacoub, Birgisson, Kotecha                           | Rami, Arnthor               | 3:47    |  |
| 9.  | „Tangled Up”            | Evan Rogers, Carl Sturken                            | Rami, Arnthor, AJ Junior    | 3:53    |  |
| 10. | „Just Be Good to Me”    | James Harris III, Terry Lewis                        | Brian Rawling, Paul Meehan  | 3:45    |  |
| 11. | „U Got Me So”           | Yacoub, Birgisson, Kotecha                           | Rami, Arnthor               | 3:38    |  |
| 12. | „You Make Me Wish”      | Yacoub, Birgisson, Kotecha                           | Rami, Arnthor               | 3:56    |  |
| 13. | „Tell Him”              | Ryan Tedder, Justin Trugman, Kotecha, Ashraf Jannusi | Justin Trugman, Ryan Tedder | 3:59    |  |

| Ediția specială asiatică - melodii bonus |                                             |         |  |
| Nr.                                      | Titlu                                       | Lungime |  |
| 14.                                      | „Gonna Be Alright”                          | 4:23    |  |
| 15.                                      | „If That's OK with You” (Moto Blanco Remix) | 9:19    |  |
| 16.                                      | „Breathless” (The Snowflakers Remix)        | 3:46    |  |

| Breathless: The DVD |                                 |         |  |
| Nr.                 | Titlu                           | Lungime |  |
| 1.                  | „Interviu”                      |         |  |
| 2.                  | „That's My Goal” (Video)        |         |  |
| 3.                  | „No Promises” (Video)           |         |  |
| 4.                  | „Stand by Me” (Video)           |         |  |
| 5.                  | „If That's OK with You” (Video) |         |  |
| 6.                  | „No U Hang Up” (Video)          |         |  |

## Prezența în clasamente și vânzări
Prima intrare a albumului într-un clasament oficial s-a materializat pe data de 29 noiembrie 2010, când materialul a debutat pe locul întâi în ierarhia oficială din Irlanda, compilată de IRMA. Astfel, discul și-a egalat predecesorul  — Shayne Ward — care a ocupat aceeași poziție timp de două săptămâni, în timp ce Breathless a staționat în vârful ierarhiei timp de douăzeci și unu de zile consecutive. În mod similar, albumul a debutat pe treapta secundă în Regatul Unit, fiind devansat de discul Leonei Lewis Spirit. În prima săptămână de disponibilitate, discul s-a comercializat în peste 95.000 de exemplare, cu aproximativ 105.000 de unități mai puțin față de predecesorul său. De asemenea, materialul a fost promovat și în Danemarca, unde a câștigat locul treizeci și nouă, preponderent datorită succesului întâmpinat de cântecul „No U Hang Up” în clasamentele oficiale din această regiune. Materialul s-a comercializat în peste 460.000 de copii doar pe teritoriul Regatului Unit, primind un disc de platină. În Irlanda, albumul a fost recompensat cu cinci discuri de platină, pentru cele peste 75.000 de exemplare distribuite.
În clasamentul european compilat de Billboard, European Hot 100, unde a intrat pe locul doisprezece, cu cinci poziții mai jos decât Shayne Ward. De asemenea, în United World Chart Breathless a ocupat treapta cu numărul cincisprezece și a staționat în clasament timp de trei săptămâni.

## Clasamente
| Țară (clasament)                   | Poziția maximă | Referință |
| ---------------------------------- | -------------- | --------- |
| Danemarca (IFPI)                   | 39             |           |
| Europa (Billboard)                 | 12             |           |
| Irlanda (IRMA)                     | 1              |           |
| Regatul Unit (UK Albums Chart)     | 2              |           |
| United World Chart (Media Traffic) | 15             |           |

## Datele lansărilor
| Regiune      | Dată              | Ediție          |
| ------------ | ----------------- | --------------- |
| Regatul Unit | 26 noiembrie 2007 | Ediție standard |
| Japonia      | 2 februarie 2008  | Ediție standard |
| Asia         | 4 noiembrie 2008  | Ediție specială |

## Certificări
| \| Țara \| Vânzări/ puncte \| Certificare \| Referințe \| \| ------------ \| --------------- \| ----------- \| --------- \| \| Irlanda \| +75.000 \| 5× \| \| \| Regatul Unit \| 460.000 \| \| \| | Note - reprezintă „platină”; |             |           |
| Țara | Vânzări/ puncte              | Certificare | Referințe |
| Irlanda | +75.000                      | 5×          |           |
| Regatul Unit | 460.000                      |             |           |